# Молодіжна збірна Анголи з футболу
Молодіжна збірна Анголи з футболу — національна молодіжна футбольна збірна Анголи, що складається із гравців віком до 20 років. Вважається основним джерелом кадрів для підсилення складу основної збірної Анголи. Керівництво командою здійснює Ангольська федерація футболу.
Команда має право участі у Молодіжному чемпіонаті Африки, у випадку успішного виступу на якому може кваліфікуватися на молодіжний чемпіонат світу до 20 років. Також може брати участь у товариських і регіональних змаганнях.

## Виступи на міжнародних турнірах

### Чемпіонат світу U-20
| Чемпіонат світу U-20 | Чемпіонат світу U-20 | Чемпіонат світу U-20 | Чемпіонат світу U-20 | Чемпіонат світу U-20 | Чемпіонат світу U-20 | Чемпіонат світу U-20 | Чемпіонат світу U-20 | Чемпіонат світу U-20 | Чемпіонат світу U-20 |
| Рік                  | Раунд                | Місце                | І                    | В                    | Н                    | П                    | Г+                   | Г-                   | GD                   |
| -------------------- | -------------------- | -------------------- | -------------------- | -------------------- | -------------------- | -------------------- | -------------------- | -------------------- | -------------------- |
| 2001                 | 1/16                 | 12-е                 | 4                    | 1                    | 2                    | 1                    | 4                    | 1                    | +3                   |
| 2003 до 2025         | не кваліфікувалася   | не кваліфікувалася   | не кваліфікувалася   | не кваліфікувалася   | не кваліфікувалася   | не кваліфікувалася   | не кваліфікувалася   | не кваліфікувалася   | не кваліфікувалася   |
| Усього               | -                    | -                    | 4                    | 1                    | 2                    | 1                    | 4                    | 1                    | +3                   |

### Молодіжний чемпіонат Африки
| Молодіжний чемпіонат Африки | Молодіжний чемпіонат Африки | Молодіжний чемпіонат Африки | Молодіжний чемпіонат Африки | Молодіжний чемпіонат Африки | Молодіжний чемпіонат Африки | Молодіжний чемпіонат Африки | Молодіжний чемпіонат Африки | Молодіжний чемпіонат Африки | Молодіжний чемпіонат Африки |
| Рік                         | Раунд                       | Місце                       | І                           | В                           | Н                           | П                           | Г+                          | Г-                          | GD                          |
| --------------------------- | --------------------------- | --------------------------- | --------------------------- | --------------------------- | --------------------------- | --------------------------- | --------------------------- | --------------------------- | --------------------------- |
| 1979                        | не брала участь             | не брала участь             | не брала участь             | не брала участь             | не брала участь             | не брала участь             | не брала участь             | не брала участь             | не брала участь             |
| 1981                        | не брала участь             | не брала участь             | не брала участь             | не брала участь             | не брала участь             | не брала участь             | не брала участь             | не брала участь             | не брала участь             |
| 1983                        | перший                      | –                           | 2                           | 0                           | 0                           | 2                           | 1                           | 3                           | -2                          |
| 1985                        | перший                      | –                           | 4                           | 1                           | 0                           | 3                           | 2                           | 7                           | -5                          |
| 1987                        | не брала участь             | не брала участь             | не брала участь             | не брала участь             | не брала участь             | не брала участь             | не брала участь             | не брала участь             | не брала участь             |
| 1989                        | попередній                  | –                           | 2                           | 1                           | 0                           | 1                           | 3                           | 4                           | -1                          |
| 1991                        | не брала участь             | не брала участь             | не брала участь             | не брала участь             | не брала участь             | не брала участь             | не брала участь             | не брала участь             | не брала участь             |
| 1993                        | не брала участь             | не брала участь             | не брала участь             | не брала участь             | не брала участь             | не брала участь             | не брала участь             | не брала участь             | не брала участь             |
| 1995                        | другий                      | –                           | 6                           | 3                           | 2                           | 1                           | 11                          | 7                           | +4                          |
| 1997                        | не брала участь             | не брала участь             | не брала участь             | не брала участь             | не брала участь             | не брала участь             | не брала участь             | не брала участь             | не брала участь             |
| 1999                        | груповий                    | –                           | 7                           | 4                           | 0                           | 3                           | 14                          | 18                          | -4                          |
| 2001                        | перемога                    | –                           | 9                           | 5                           | 2                           | 2                           | 20                          | 8                           | +12                         |
| 2003                        | перший                      | –                           | 2                           | 1                           | 0                           | 1                           | 2                           | 5                           | -3                          |
| 2005                        | груповий                    | –                           | 7                           | 2                           | 2                           | 3                           | 7                           | 6                           | +1                          |
| 2007                        | перший                      | –                           | 2                           | 0                           | 1                           | 1                           | 2                           | 3                           | -1                          |
| 2009                        | перший                      | –                           | 2                           | 1                           | 0                           | 1                           | 2                           | 5                           | -3                          |
| 2011                        | перший                      | –                           | 2                           | 1                           | 0                           | 1                           | 2                           | 5                           | -3                          |
| 2013                        | перший                      | –                           | 3                           | 1                           | 1                           | 1                           | 2                           | 2                           | 0                           |
| 2015                        | другий                      | –                           | 2                           | 0                           | 0                           | 2                           | 1                           | 4                           | -3                          |
| 2017                        | третій                      | –                           | 4                           | 1                           | 0                           | 3                           | 3                           | 6                           | -3                          |
| 2019                        | другий                      | –                           | 2                           | 1                           | 0                           | 1                           | 3                           | 5                           | -2                          |
| Усього                      | -                           | -                           | 56                          | 22                          | 8                           | 26                          | 75                          | 88                          | -13                         |